# Vocal tancada central arrodonida
La vocal tancada central arrodonida o vocal central alta arrodonida, és un tipus de vocal usat en algunes llengües parlades. El símbol de l'Alfabet Fonètic Internacional (AFI) que representa aquest so és ʉ, i el símbol equivalent X-SAMPA és }. Tant el símbol com el so són referits comunament com a «u barrada».
L'AFI prefereix termes com «tancat» o «obert» per a vocals, i el nom d'aquest article segueix aquesta preferència. Tot i així, un nombre gran de lingüistes, potser la majoria, prefereix termes com «alt» o «baix».
La major part de les llengües aquesta vocal arrodonida es pronuncia amb llavis protuberants (endolabial). Tot i així, en alguns pocs casos els llavis es comprimeixen (exolabial).
Hi ha també en algunes llengües una vocal quasitancada central arrodonida.

## Vocal tancada central amb llavis arrodonits

### Característiques
- L'alçada vocal és tancada, també anomenada alta, cosa que significa que la llengua es posiciona el més a prop possible del sostre de la boca sense crear una constricció que es pugui classificar com a consonant.
- La posterioritat de la vocal és central, cosa que significa que la llengua es posiciona a mig camí entre una vocal anterior i una vocal posterior.
- El seu arrodoniment és no comprimit, cosa que significa que els racons dels llavis s'ajunten i les superfícies internes s'exposen.

### Presència
El català no disposa del so de la vocal tancada central arrodonida. Les llengües que utilitzen aquest so:
| Llengua          | Llengua                               | Paraula | AFI         | Significat      | Notes |
| ---------------- | ------------------------------------- | ------- | ----------- | --------------- | --- |
| Armeni           | Alguns dialectes de l'armeni oriental | յուղ    | [jʉʁ]       | «oli»           | Alòfon de /u/ després de /j/ |
| Amazic           | Ayt Seghrouchen                       | ?       | [lːæjˈɡːʉɾ] | «ell va»        | Alòfon /u/ després de consonants velars. |
| Anglès           | Anglès australià                      | choose  | [t͡ʃʉːz]     | «escollir»      | A l'anglès australià és una vocal anterior [ʉ̟ː]. A l'anglès cockney i de l'estuari és freqüentment un diftong [ʊʉ̯~əʉ̯]. A Escòcia i l'anglès scouse pot ser més anterior, mentre que a l'anglès geordie pot ser més posterior. La longitud exacta varia també entre els dialects. Vegeu Fonologia de l'anglès australià i Fonologia de l'anglès. |
| Anglès           | Anglès de l'Atlàntic mitjà            | choose  | [t͡ʃʉːz]     | «escollir»      | A l'anglès australià és una vocal anterior [ʉ̟ː]. A l'anglès cockney i de l'estuari és freqüentment un diftong [ʊʉ̯~əʉ̯]. A Escòcia i l'anglès scouse pot ser més anterior, mentre que a l'anglès geordie pot ser més posterior. La longitud exacta varia també entre els dialects. Vegeu Fonologia de l'anglès australià i Fonologia de l'anglès. |
| Anglès           | Anglès cockney                        | choose  | [t͡ʃʉːz]     | «escollir»      | A l'anglès australià és una vocal anterior [ʉ̟ː]. A l'anglès cockney i de l'estuari és freqüentment un diftong [ʊʉ̯~əʉ̯]. A Escòcia i l'anglès scouse pot ser més anterior, mentre que a l'anglès geordie pot ser més posterior. La longitud exacta varia també entre els dialects. Vegeu Fonologia de l'anglès australià i Fonologia de l'anglès. |
| Anglès           | Anglès irlandès                       | choose  | [t͡ʃʉːz]     | «escollir»      | A l'anglès australià és una vocal anterior [ʉ̟ː]. A l'anglès cockney i de l'estuari és freqüentment un diftong [ʊʉ̯~əʉ̯]. A Escòcia i l'anglès scouse pot ser més anterior, mentre que a l'anglès geordie pot ser més posterior. La longitud exacta varia també entre els dialects. Vegeu Fonologia de l'anglès australià i Fonologia de l'anglès. |
| Anglès           | Anglès de l'estuari                   | choose  | [t͡ʃʉːz]     | «escollir»      | A l'anglès australià és una vocal anterior [ʉ̟ː]. A l'anglès cockney i de l'estuari és freqüentment un diftong [ʊʉ̯~əʉ̯]. A Escòcia i l'anglès scouse pot ser més anterior, mentre que a l'anglès geordie pot ser més posterior. La longitud exacta varia també entre els dialects. Vegeu Fonologia de l'anglès australià i Fonologia de l'anglès. |
| Anglès           | Pronunciació rebuda                   | choose  | [t͡ʃʉːz]     | «escollir»      | A l'anglès australià és una vocal anterior [ʉ̟ː]. A l'anglès cockney i de l'estuari és freqüentment un diftong [ʊʉ̯~əʉ̯]. A Escòcia i l'anglès scouse pot ser més anterior, mentre que a l'anglès geordie pot ser més posterior. La longitud exacta varia també entre els dialects. Vegeu Fonologia de l'anglès australià i Fonologia de l'anglès. |
| Anglès           | Anglès de Nova Zelanda                | choose  | [t͡ʃʉːz]     | «escollir»      | A l'anglès australià és una vocal anterior [ʉ̟ː]. A l'anglès cockney i de l'estuari és freqüentment un diftong [ʊʉ̯~əʉ̯]. A Escòcia i l'anglès scouse pot ser més anterior, mentre que a l'anglès geordie pot ser més posterior. La longitud exacta varia també entre els dialects. Vegeu Fonologia de l'anglès australià i Fonologia de l'anglès. |
| Anglès           | Anglès de Norfolk                     | choose  | [t͡ʃʉːz]     | «escollir»      | A l'anglès australià és una vocal anterior [ʉ̟ː]. A l'anglès cockney i de l'estuari és freqüentment un diftong [ʊʉ̯~əʉ̯]. A Escòcia i l'anglès scouse pot ser més anterior, mentre que a l'anglès geordie pot ser més posterior. La longitud exacta varia també entre els dialects. Vegeu Fonologia de l'anglès australià i Fonologia de l'anglès. |
| Anglès           | Anglès escocès                        | choose  | [t͡ʃʉːz]     | «escollir»      | A l'anglès australià és una vocal anterior [ʉ̟ː]. A l'anglès cockney i de l'estuari és freqüentment un diftong [ʊʉ̯~əʉ̯]. A Escòcia i l'anglès scouse pot ser més anterior, mentre que a l'anglès geordie pot ser més posterior. La longitud exacta varia també entre els dialects. Vegeu Fonologia de l'anglès australià i Fonologia de l'anglès. |
| Anglès           | Anglès scouse                         | choose  | [t͡ʃʉːz]     | «escollir»      | A l'anglès australià és una vocal anterior [ʉ̟ː]. A l'anglès cockney i de l'estuari és freqüentment un diftong [ʊʉ̯~əʉ̯]. A Escòcia i l'anglès scouse pot ser més anterior, mentre que a l'anglès geordie pot ser més posterior. La longitud exacta varia també entre els dialects. Vegeu Fonologia de l'anglès australià i Fonologia de l'anglès. |
| Anglès           | Alguns parlants de l'Anglès geordie   | choose  | [t͡ʃʉːz]     | «escollir»      | A l'anglès australià és una vocal anterior [ʉ̟ː]. A l'anglès cockney i de l'estuari és freqüentment un diftong [ʊʉ̯~əʉ̯]. A Escòcia i l'anglès scouse pot ser més anterior, mentre que a l'anglès geordie pot ser més posterior. La longitud exacta varia també entre els dialects. Vegeu Fonologia de l'anglès australià i Fonologia de l'anglès. |
| Anglès           | Anglès de Sud-àfrica                  | choose  | [t͡ʃʉːz]     | «escollir»      | A l'anglès australià és una vocal anterior [ʉ̟ː]. A l'anglès cockney i de l'estuari és freqüentment un diftong [ʊʉ̯~əʉ̯]. A Escòcia i l'anglès scouse pot ser més anterior, mentre que a l'anglès geordie pot ser més posterior. La longitud exacta varia també entre els dialects. Vegeu Fonologia de l'anglès australià i Fonologia de l'anglès. |
| Anglès           | Anglès del Sud dels Estats Units      | choose  | [t͡ʃʉːz]     | «escollir»      | A l'anglès australià és una vocal anterior [ʉ̟ː]. A l'anglès cockney i de l'estuari és freqüentment un diftong [ʊʉ̯~əʉ̯]. A Escòcia i l'anglès scouse pot ser més anterior, mentre que a l'anglès geordie pot ser més posterior. La longitud exacta varia també entre els dialects. Vegeu Fonologia de l'anglès australià i Fonologia de l'anglès. |
| Anglès           | Anglès irlandès                       | choose  | [t͡ʃʉːz]     | «escollir»      | Alòfon llarg de /u/. Vegeu Fonologia anglesa |
| Anglès           | Anglès del Canadà                     | about   | [əˈbɛʉt]    | «a propòsit de» | Increment vocal canadenc. [əˈbʌʊt] baixa és més comú a l'oest. |
| Gaèlic irlandès  | Irlandès de Munster                   | ciúin   | [cʉ̠ːnʲ]     | «silenciós»     | Una mica replegada ; alòfon de /u/ entre consonants esveltes. Vegeu fonologia irlandesa. |
| Gaèlic irlandès  | Irlandès de l'Ulster                  | úllaí   | [ʉ̠ɫ̪i]       | «pomes»         | Una mica replegada; pot transcriure's com /u/. |
| Polonès          | Polonès                               | judzić  | [ˈjʉd͡ʑi̝t͡ɕ]  | «pondre»        | Alòfon de /u/ entre consonants palatalitzades. Vegeu fonologia polonesa. |
| Rus              | Rus                                   | кюрий   | [ˈkʲʉrʲɪj]  | «curi»          | Alon of /u/ entre consonants palatalitzades. Vegeu fonologia russa. |
| Frisó occidental | Frisó occidental                      | drúf    | [drʉːf]     | «raïm»          | Es transcriu generalment com /yː/. |

## Vocal tancada central amb llavis arrodonits
Com que no hi ha un diacrític oficial per a arrodoniment a l'AFI, el diacrític d'obertura de llavis   ͍  s'usarà aquí per a la vocal arrodonidaʉ com a símbol ad hoc. Altres possibles transcripcions són ɨ͡β̞ ([ɨ] i compressió labial simultanis) i ɨᵝ ([ɨ] modificat amb compressió labial.

### Característiques
- L'alçada vocal és tancada, també anomenada alta, cosa que significa que la llengua es posiciona el més a prop possible del sostre de la boca sense crear una constricció que es pugui classificar com a consonant.
- La posterioritat de la vocal és central, cosa que significa que la llengua es posiciona a mig camí entre una vocal anterior i una vocal posterior.
- El seu arrodoniment és comprimit, cosa que significa que els marges dels llavis són tensos i s'ajunten de manera que les superfícies internes no se superposin.

### Presència
Aquesta vocal es transcriu generalment amb ʉ. També apareix en dos dialectes del suec, però vegeu també Vocal tancada anterior arrodonida. Les volcals tancades posteriors del noruec i del suec també són arrodonides. Vegeu Vocal tancada posterior arrodonida.
| Llengua | Llengua | Parula | AFI    | Significat | Notes                    |
| ------- | ------- | ------ | ------ | ---------- | ------------------------ |
| Noruec  | Noruec  | hus    | [hʉ͍ːs] | «casa»     | Vegeu Fonologia noruega. |
| Suec    | Suec    | ful    | [fʉ͍ːl] | «lleig»    | Vegeu Fonologia sueca.   |